# Brachinus vulcanoides
Brachinus vulcanoides är en skalbaggsart som beskrevs av Terry Erwin. Brachinus vulcanoides ingår i släktet Brachinus och familjen jordlöpare. Inga underarter finns listade i Catalogue of Life.